# Lup din Novae
Lup din Novae (în latină Lupus, în  greacă Άγιος Λούπος τῆς Θεσσαλονίκης) (d. după 306) a fost un martir creștin de origine daco-romană care a trăit în timpul împăraților Dioclețian (284-305) și Galerius (305-311). El a fost pentru o perioadă sclavul militarului Dimitrie din Tesalonic, martirizat în anul 306 de împăratul Galerius din cauza faptului că era creștin. 
Sfântul Lup este prăznuit de Biserica Ortodoxă Română, dar și de celelalte biserici ortodoxe, în ziua de 23 august. Este considerat unul dintre cei mai vechi sfinți de origine daco-romană. A fost contemporan cu preotul roman Montanus și cu Anastasia, martirizați aproape în același timp la Sirmium (lângă Belgrad) și venerați, de asemenea, de Biserica Ortodoxă Română.

## Viața
Lup a trăit la sfârșitul secolului al III-lea și începutul secolului al IV-lea, fiind contemporan retragerii administrației romane din Dacia. Era originar din Novae, o cetate romană din provincia Moesia Inferior (aflată în sudul Dunării), astăzi orașul bulgăresc Sviștov. A ajuns mai târziu la Tesalonic, unde a fost sclavul credincios al militarului creștin Dimitrie (viitor martir) și a devenit la rândul său creștin. Atunci când a aflat că noul împărat Galerius, prigonitor al creștinilor, va trece în toamna anului 306 prin Tesalonic, Dimitrie s-a pregătit pentru moartea sa și a dăruit jumătate din avere sclavului său, Lup, și cealaltă jumătate săracilor din oraș.
Lup a asistat la arestarea stăpânului său și apoi la martiriul acestuia (ce a avut loc în data de 26 octombrie); el și-a înmuiat veșmintele în sângele sfântului și a luat inelul acestuia. Cu aceste relicve se spune că Lup a făptuit numeroase miracole în Tesalonic, vindecându-i pe cei ce sufereau de boli și neputințe omenești. El s-a dedicat propovăduirii Evangheliei și a atacat idolii păgâni.
A fost prigonit de păgâni din acest motiv, dar a scăpat nevătămat; soldații urmăritori nu au reușit să-l atingă cu săgețile lor, deși Lup a rămas nemișcat. El s-a predat de bună voie și a fost bătut crunt, după care a fost condamnat la moarte din porunca împăratului Galerius și a fost decapitat cu sabia, la puțină vreme după moartea Sf. Dimitrie, probabil pe 23 august 307. Este considerat unul dintre cei mai vechi sfinți de origine daco-romană.

## Novae
Fortăreața romană Novae a fost refăcută de romano-bizantini și a devenit oraș în secolele V-VI. Au rămas multe ruine din acele vremuri: o biserică încăpătoare, case cu băi somptuoase și o clădire mare pentru a-i găzdui pe pelerinii care veneau la sărbătoarea Sf. Lup. La vest de intrarea în biserică a fost descoperit și un baptisteriu folosit pentru creștinarea localnicilor.
Novae a făcut parte din provincia romano-bizantină Paristrion (sau Paradunavion), care a fost mult timp un teritoriu populat de români (valahi), bulgari, greci și migratori. Petru, fratele împăratului bizantin Mauriciu (582-602), a trecut prin Novae în fruntea unei armate la sfârșitul secolului al V-lea, cu prilejul unei campanii militare în teritoriile dacilor. Acesta a remarcat festivitățile organizate în cinstea Sfântului Lup de către localnici, vizita lui Petru la Novae fiind consemnată într-o cronică.
În Novae, actualul Sviștov, există o biserică din secolul al XVI-lea, cu hramul „Sf. Dimitrie”. Inscripția de pe cea mai frumoasă cruce din biserică poartă numele lui Ioan Matei (voievodul român Matei Basarab) din 1642. În apropierea sa se află Mănăstirea Petru și Pavel, o altă ctitorie a lui Ioan Matei și a soției sale, Elena, ce datează din 1644.
Istoricul N.A. Constantinescu consemna, în anul 1941, următoarele: „În josul Dunării, de la Lom în jos, malul drept al fluviului este acoperit de o lungă fâșie de sate românești care se întind fără întrerupere până la Șiștov (denumirea românească veche a orașului Sviștov), iar cu întreruperi până la Turtucaia și Silistra”. În mod similar și G. Weigand făcea, la 1900, o listă a satelor cu populație românească dintre Lom și Șiștov găsind peste 30 de localități populate de români.